# توماس هتشينسون (حاكم)
توماس هتشينسون (بالإنجليزية: Thomas Hutchinson)‏‏ (9 سبتمبر 1711 في بوسطن - 3 يونيو 1780 في لندن) مؤرخ، وسياسي من مملكة بريطانيا العظمى.

## روابط خارجية
- توماس هتشينسون على موقع الموسوعة البريطانية (الإنجليزية)
- توماس هتشينسون على موقع إن إن دي بي (الإنجليزية)